# Richard Neher

Richard A. Neher, 2021

Richard A. Neher (* 30. August 1979 in Göttingen) ist ein deutscher Biophysiker und Professor am Biozentrum der Universität Basel.

## Leben
Richard Neher studierte von 1998 bis 2003 Physik an den Universitäten Göttingen und München, wo er 2007 über die Dynamik der DNA-Replikation promovierte.
Bis 2010 arbeitete er als Post-Doktorand in Santa Barbara in den USA. Danach leitete er bis 2017 die Arbeitsgruppe für Entwicklungsbiologie des Max-Planck-Instituts in Tübingen. Anschliessend forschte er als Postdoktorand am Kavli Institute for Theoretical Physics an der University of California, Santa Barbara in den USA. Danach leitete er eine Forschungsgruppe am Max-Planck-Institut für Biologie Tübingen.
Er ist der älteste Sohn des Nobelpreisträgers Erwin Neher und dessen Frau Eva-Maria Neher.

## Wirken
In seiner Forschung beschäftigt sich Richard Neher mit der Evolution von Viren und Bakterien. Seine Arbeitsgruppe entwickelt Algorithmen und Werkzeuge, um die Ausbreitung der Organismen zu verfolgen und deren molekularen Veränderungen zu analysieren. Ein Fokus seiner Arbeit ist die Dynamik des accessorischen Genomes von Bakterien durch horizontalen Gentransfer. Das accessorische Genom enthält Gene, die nicht alle Individuen einer Art haben – sozusagen optionale Extras, die beispielsweise bei Anpassung oder Resistenz helfen.
Ein anderer Schwerpunkt ist die Evolution menschlicher Viren wie HIV, dem Grippevirus, oder SARS-CoV-2. Richard Neher ist Mitgründer von Nextstrain und hat Methoden entwickelt, um die Evolution von Grippeviren vorherzusagen. Während der COVID19-Pandemie war er Teil des Expertengremiums der Swiss National COVID19 Science Task Force des Bundesrates.

## Auszeichnungen und Ehrungen (Auswahl)
- 2009: Harvey L. Karp Discovery Award[10]
- 2011: European Research Council Starting Grant[11]
- 2012: ARCHES award of the German Secretary of Science and Education[12]
- 2016 Open Science Prize (Phase I, mit Trevor Bedford)[13]
- 2017 Open Science Prize (Phase II, mit Trevor Bedford)
- 2024: National Prize for Open Research Data (ORD), Swiss Academies of Arts and Sciences for the joint project “Pathoplexus”[14]